# Зеброва акула
Stegostoma fasciatum е вид акула от семейство Stegostomatidae. Възникнал е преди около 47,8 млн. години по времето на периода палеоген. Видът е уязвим и сериозно застрашен от изчезване.

## Разпространение и местообитание
Разпространен е в Австралия (Западна Австралия, Куинсланд, Нов Южен Уелс и Северна територия), Бангладеш, Бахрейн, Виетнам, Йемен, Индия, Индонезия, Иран, Камбоджа, Катар, Китай, Кувейт, Мадагаскар, Малайзия (Саравак), Малдиви, Мозамбик, Нова Каледония, Обединени арабски емирства, Оман, Пакистан, Палау, Папуа Нова Гвинея, Провинции в КНР, Саудитска Арабия, Сингапур, Тайван, Тайланд, Танзания, Филипини, Шри Ланка, Южна Африка и Япония.
Обитава крайбрежията и пясъчните дъна на сладководни и полусолени басейни, океани, морета, заливи и рифове в райони с тропически климат. Среща се на дълбочина от 10 до 144 m, при температура на водата от 20,4 до 28,4 °C и соленост 34,4 – 35,5 ‰.

## Описание
На дължина достигат до 3,5 m.
Популацията на вида е намаляваща.